# Institut polytechnique de Paris

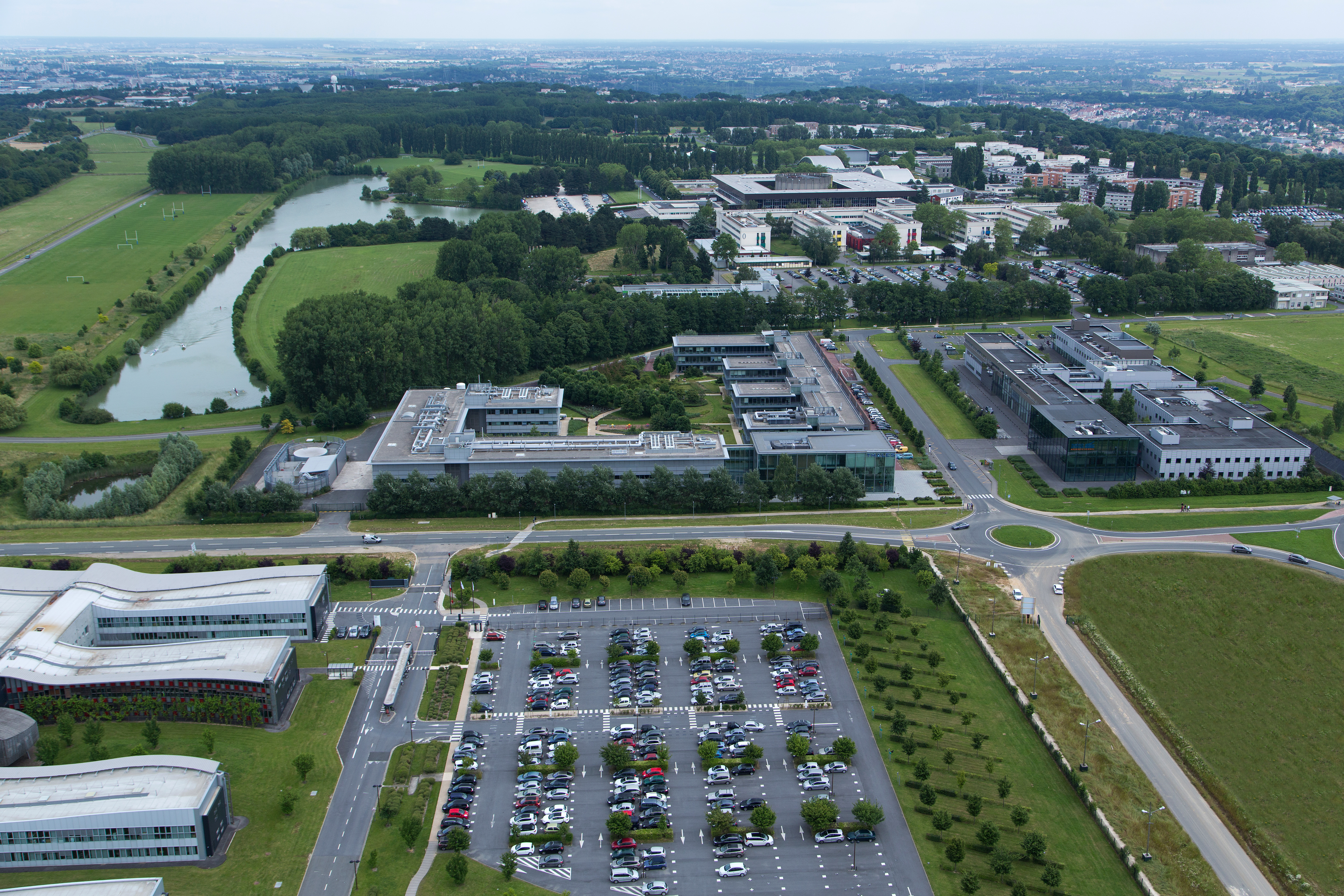
Institut polytechnique de Paris

Institut polytechnique de Paris är en fransk grande école som utexaminerar ingenjörer i norra Frankrike (Palaiseau), och som är medlem av Conférence des grandes écoles.
Den 15 september 2020 grundade institutet tillsammans med HEC Paris forskningscentret för artificiell intelligens Hi! PARIS.

## Ämnen
Forskning vid IP Paris är organiserad kring fem ämnesområden.
- Energi och klimat
- Digital
- Säkerhet
- Teknik
- Hälsa.